# كبير (تشناران)
كبير (بالفارسية: کبیر) هي قرية تقع في قسم تشناران الريفي (مقاطعة تشناران) في إيران. يقدر عدد سكانها بـ 175 نسمة بحسب إحصاء 2016.